# Бої за Бахмутку
Бої за Бахмутку — серія бойових зіткнень, котрі велися з серпня 2014 до липня 2022 навколо блокпостів та населених пунктів в Луганській області, що стоять над трасою Р66 (Т 1303) Лисичанськ — Луганськ (місцева назва — «Бахмутка»), найбільшою транспортною артерією частини області, обмеженої річками Сіверський Донець та Луганка.

## Перебіг подій

### 2014 рік
16—17 серпня 2014 року село Кримське було визволене батальйоном «Львів» від членів організації «Всевеликого Війська Донського»; 1 боєць загинув — смертельно поранено молодшого сержанта Володимира Поповича, 2 поранені — молодші сержанти Степан Василенко та Іван Яцейко, сепаратисти втекли.
7 жовтня терористи обстріляли український блокпост біля Сентянівки (смт Фрунзе), один солдат Національної гвардії загинув, іще один поранений.

### Бої за 32-й блокпост
З жовтня з'явилися повідомлення, що український блокпост № 32, розташований на перехресті на Бахмутській трасі неподалік села Сміле, був заблокований від постачання води і провізії. Українські сили 13—26 жовтня здійснили декілька спроб прорвати оточення, проте зазнали втрат загиблими і техніки. 27 жовтня українські війська за домовленістю залишили 32-й блокпост.
18 жовтня українські сили зайшли в село Кримське без жодного пострілу.
29 жовтня близько 15:40 поблизу села Кримське Новоайдарського району під час мінометного обстрілу загинули військовики 24-ї бригади Андрій Білоус та Юрій Новіцький. Протягом 30 жовтня бойовики більш як 6 разів обстріляли Кримське, після того відбувся бій. Після обстрілів українські військові визначили вогневі точки терористів та накрили квадрати вогнем, з 14:15 обстрілів не було.
31 жовтня тривають бої довкола 29 та 31 блокпостів на трасі «Бахмутка». Смертельних поранень зазнали два українські військовослужбовці — з них молодший сержант НГУ Олександр Колівошко. На блокпості, розташованому неподалік смт Фрунзе внаслідок мінометного обстрілу поранені два українські вояки, ще четверо поранені при артилерійському обстрілі блокпосту № 29 на трасі «Бахмутка». 31 жовтня під час виконання бойового завдання в районі села Сміле загинув солдат 169-го навчального центру Віктор Зілінський.
1 листопада терористи з 9-ї ранку обстрілюють Кримське із мінометів, «Градів» та гармат, зазнали руйнувань приватні будинки, почалися пожежі, загинув молодший лейтенант НГУ Віктор Редькин.
Зранку 1 листопада по блокпостах бойовики ведуть артилерійський та мінометний вогонь, одна з обстрілюючих установок розміщена у центрі Стаханова, по інформації розвідки звідти терористи стріляють зі 122-мм самохідної артилерійської установки САУ 2-С-1.
Блокпост № 31 поблизу Фрунзе зазнає інтенсивного артилерійсько-мінометного обстрілу російських військ та може потрапити в повне оточення — загони найманців здійснили двостороннє охоплення блокпоста, сполучення з українськими позиціями ведеться лише однією дорогою — повідомляє Юрій Бутусов: «Супротивник намагається деморалізувати особовий склад блокпоста і змусити до самостійного відходу — щоб захопити територію і просуватися далі. Для цього необхідно, передусім, порушити поставки і паралізувати здатність до опору». Сили противника: загони чеченців, козаків, російських військових «відпускників», луганських найманців — загалом до 1 тисячі бійців, приблизно 20 танків та 50 одиниць легкої бронетехніки, 2 батареї БМ-21 «Град», 1 батарея гаубиць Д-30, 2-3 мінометні батареї «Волошка», ПТРК, саперні підрозділи, оснащені протипіхотними й протитанковими мінами. Керівництво здійснює російське командування, бойові дії забезпечуються підрозділами радіотехнічної розвідки і радіоелектронної боротьби. З українського боку на 31 блокпосту — кілька десятків бійців, недалеко розташовані підрозділи українських військ. 1 листопада від обстрілу бойовиками з «Градів» загинув український вояк — молодший лейтенант НГУ Віктор Редькин, ще три поранено.
Вночі з 2-го на 3 листопада бойовики знову відкривають вогонь по українських позиціях, котрі забезпечують підтримку дій на блокпостах по трасі Бахмутка, у тому числі з мінометів та установок ЗУ-23-2.
3 листопада українські військові на 31-му блокпосту отримали від проросійських бойовиків ультиматум: здати зброю і вийти з блокпосту. Після чого здійснили п'ять мінометних пострілів по блокпосту, українські артилерійські підрозділи виконали вогневу задачу по точках бойовиків. В другій половині дня прийнято рішення блокпост не покидати. 11 листопада на бойовому посту в селі Семигір'я від серцевої недостатності помер сержант 17-ї бригади Олександр Галушкін.
Станом на 4 листопада 31-й блокпост залишили бійці Національної гвардії України, утримувати позиції на цьому блокпосту продовжать інші підрозділи, пройшли певні заходи з посилення — завдання Національної гвардії України — несення служби на тилових позиціях. Через те, що 31-й блокпост опинився на передовій, його завдання змінилися. В ході боїв того дня військові 31-го блокпосту знищили вогневу точку бойовиків. 6 листопада один із блокпостів двічі був обстріляний із гранатометів. 7 листопада через інтенсивні бойові дії біля «Бахмутки», поруч міста Кіровськ пошкоджено лінію електропередач. Знеструмлено окуповані терористами населені пункти — Алчевськ, Брянка, Первомайськ, Стаханов, значна частина Луганська.
6 листопада 2014 року поблизу Фрунзе наслідком контрбатарейної дуелі знищено 2 мінометні розрахунки російсько-терористичних військ.
Станом на ранок 10 листопада проросійські бойовики підтягують живу силу та техніку до блокпосту № 31, українські сили АТО готуються діяти адекватно. РНБО повідомляє, що помічено скупчення терористичних сил біля перехрестя автодоріг Фрунзе — Олександрівське — Слов'яносербськ. 10 листопада під Сокільниками загинув від розриву мінометного стрільня солдат 24-ї бригади Сергій Левчук.
11—12 листопада розгораються бої з новою силою, терористи намагаються захопити ділянку траси, що з'єднує Луганськ та Сєверодонецьк і є лінією розмежування сторін відповідно до Мінського Меморандуму та Протоколу. Вночі на 12 листопада бойовики неодноразово обстріляли з «Градів» та мінометів позиції українських військових. 14 листопада під час обстрілу поблизу села Кримське загинув солдат 24-ї бригади Сергій Клименко — перебуваючи у БМП, прикривав відхід підрозділу із засідки, чим врятував 18 бойових товаришів. Однак в бойову машину прямим попаданням влучив протитанковий снаряд.
14 листопада під час обстрілу поблизу села Кримське загинув солдат 24-ї бригади Сергій Клименко — перебуваючи у БМП, прикривав відхід підрозділу із засідки, чим врятував 18 бойових товаришів. Однак в бойову машину прямим попаданням влучив протитанковий снаряд. 16 листопада біля Кримського українські військові знищили банду російських диверсантів — в одного з убитих знайшли передсмертну записку, адресовану в Іркутськ та бронебійний патрон, яких на озброєнні українських військ немає.
У першій половині дня 16 листопада 2014-го російські терористи з гранатометів обстріляли блокпост українських сил на перехресті між містами Золоте та Гірське. Поранений підполковник Олександр Каплінський помер від осколкового поранення в голову у міській лікарні Лисичанська.
18 листопада бойовики обстріляли 29-й блокпост ЗСУ у Слов'яносербському районі — з реактивних систем залпового вогню «Град».
Грудень
Станом на середину дня 1 грудня на Бахмутській трасі українські сили відбили атаку терористів, котрі тричі з «Градів» обстріляли позиції українських військових поблизу села Сокільники; атаку відбито.
7 грудня терористи поблизу Бахмутської траси атакували українські позиції з артилерії, гранатометів та мінометів біля смт Нижнє Попаснянського району, сіл Кримське, Муратове, Сокільники, Трьохізбенка, Новоайдарського району та смт Фрунзе Слов'яносербського району.
21 грудня російські бойовики обстрілювали з установок «Град» опорний пункт поблизу селища Сокільники, що неподалік Бахмутської траси. 23 грудня близько 5:30 поруч з 31-м блокпостом на невстановленому вибуховому пристрої підірвалися шестеро українських військовослужбовців.
22 грудня біля Кримського відбулося збройне зіткнення українських військових та терористів, дії бандитів були суто провокаційними.
В часі з 23 по 26 грудня на автодорозі «Бахмутка» сталося два вибухи. Один українських військовий помер, ще семеро травмовані. 23 грудня на автодорозі підірвалася група з шести українських військових, усі — жителі Хмельницької області, ніхто не загинув, солдати зазнали поранень різного ступеня тяжкості. 25 грудня близько 9-ї години ранку поблизу села Новотошківка терористи підірвали закладений радіокерований фугас при проїзді КрАЗа з українськими військовими; один солдат загинув на місці, ще один отримав важкі травми та госпіталізований. 28—29 січня противник втратив у районі Бахмутського шляху 1 одиницю броньованої техніки, 4 бойовики вбиті, 20 поранені.

### 2015 рік
З 7 на 8 січня 2015 року біля Кримського проросійські бойовики здійснили спробу нападу на блокпост Національної гвардії України, нападників було відкинуто.
17 січня в лісовому масиві на околиці Кримського українські військовослужбовці підірвалися на розтяжці, котру облаштували бойовики, троє зазнали поранень.
Вночі проти 18 січня 2015 року терористи здійснили потужний обстріл із артилерії Трьохізбенки, зруйнована школа, загинув один військовослужбовець батальйону «Айдар» Сергій Никоненко.
20 січня боєць батальйону «Донбас» повідомив, що російські танки прорвалися на Бахмутці й увійшли в село Жолобок. Крім того, вони захопили 31-й блокпост, а за 29-й йдуть бої. Пізніше один з бійців повідомив, що ЗСУ не здавали свої позиції на 31-му блокпості попри складну ситуацію. Ввечері у пресслужбі Міністерства оборони України повідомили, що в результаті бою українські сили відійшли від 31-го блокпосту до опорного пункту й, діставши підкріплення, далі ведуть бій, аби відновити свої позиції й вибити звідти терористів. Раніше речник АТО А. Лисенко повідомив, що 31-й та 29-й блокпости атакували Регулярні військові формування Російської Федерації. По уточнених даних, з української сторони є поранені та щонайменш 2 підтверджених загиблих військових, 7 поранених. По 29-му блокпосту веде вогонь артилерія, прямим наведенням — танки. Артилерійську дуель з силами окупаційних корпусів веде 24-та механізована бригада, ліквідовано 1 танк.
20 січня 2015 року село Жолобок було захоплено збройними формуваннями 2-го армійського корпусу РФ. 28 січня сімом з п'ятнадцяти захоплених жителів Жолобка дозволили покинути населений пункт на двох легкових автомобілях до українського блокпоста № 29. Перед самим блокпостом один з автомобілів вибухнув, чоловік та жінка зазнали серйозних травм, ще один чоловік легко поранений.
21 січня у штабі АТО повідомили, що в районі 29-го та 31-го блокпостів сили АТО зупинили наступ російських бойовиків — між Зимогір'ям та Слов'яносербськом. Українська розвідка зафіксувала як мінімум дві артилерійські групи окупаційних військ — до 25 одиниць ствольної артилерії, переважно 122-мм гаубиці Д-30, та до 10 установок РСЗВ. Після того завдано масованого удару «Градами» по виявленому скупченню бронетехніки на території, контрольованій окупаційними силами. 21 січня під Сентянівкою при відбитті нападу проросійських сил загинув старший лейтенант 24-ї бригади Володимир Збишко. 22 січня українські вояки відбили танкову атаку окупаційних сил біля 29-го блокпосту, 1 танк підбитий, решта відійшли.
З 22 на 23 січня проросійські сили продовжили спроби наступу в районі блокпосту № 29 — дві масовані атаки за підтримки артилерії. Наслідком дій артилерійських підрозділів українських військ противник істотно просунутися напрямом Сіверського Донця не зміг, втративши не менше 4 одиниць бронетехніки.
Станом на 23 січня терористи відійшли з 31-го блокпосту та від 29-го й 25-го — 22 січня на ніч артилерія ЗСУ здійснювала «стрільбу по квадратах». На 31-му повністю зруйновані всі споруди. 26 січня бойовики намагаються наступати, щоб витиснути українські сили за рубіж річки Сіверський Донець — спроба наступу йде з півдня на північ, у напрямі населеного пункту Фрунзе. 27 січня поблизу 29-го блокпосту на фугасі, виставленому терористами, підірвалася машина з цивільними, троє людей поранено. 24 січня в часі бою поблизу блокпосту на Бахмутській трасі внаслідок мінометного обстрілу терористами загинув солдат 93-ї бригади Василь Жук — від бронежилета зосталися лише знівечені пластини.
27―29 січня українська артилерія підбила 10 танків терористів поблизу села. Станом на 30 січня в Жолобку стоять 4 російські танки і 1 БМП, раніше було ще й кілька установок «Град». Голова Луганської ОДА Геннадій Москаль поінформував, що екіпажі танків — удмурти й буряти. Періодично в Жолобок завозять на тентованому КаМАЗі піхотне підкріплення — 29 січня заїхало 30 озброєних чоловік. «Ополченці» у розбитих обстрілами будинках вигрібають у мішках все цінне та вивозять. Підходи до села заміновані, влаштовують опорні пункти.
28 січня бойовики спробували штурмувати українські позиції під Кримським, застосувавши стрілецьку зброю — під прикриттям мінометного вогню. Українські військовики зуміли зупинити бойовиків і завдали їм відчутних втрат. Після того терористи почали просити припинити вогонь, щоб підібрати своїх убитих і поранених. У тому бою був смертельно поранений капітан 24-ї мехбригади Олександр Пащенко.
1 лютого поблизу Кримського бойовики намагалися штурмувати українські позиції. Командуванням було прийняте рішення про застосування у відповідь всіх наявних вогневих засобів, противник зазнав як безповоротних, так і санітарних втрат. Орієнтовні втрати противника складають 1 міномет разом з обслугою, дані уточнюються. Того дня від обстрілу терористами смертельних поранень зазнали двоє чоловіків 45 та 62 років, ще двоє поранені.
1 лютого 2015 року терористи обстріляли з артилерії Новотошківське, важко поранено трьох селян — двох жінок і чоловіка, одній із жінок відірвало руку, чоловіку — ногу. 3 лютого в Новотошківському від осколкових поранень загинули дві жінки, один чоловік поранений. В селищі не вдалося відновити електроенергію та центральне водопостачання, більшість людей виїхала — залишилося близько 400 чоловік з понад 2000.
6 лютого в українських ЗМІ з'являється інформація про знищення артилерією в Жолобку кількох сотень бойовиків. Після ударів української артилерії бойовики зазнали вельми значних втрат у живій силі, з Жолобка вивезли кілька вантажівок із «вантажем 200».
6 лютого під час мінометного обстрілу терористами взводного опорного пункту поблизу села Кримське загинув старший прапорщик 24-ї бригади Василь Ткаченко. Танк Ткаченка довго відстрілювався, був підбитий з мінометів.
9 лютого луганський обласний голова Геннадій Москаль відвідав Кримське з метою доставлення гуманітарної допомоги, у цей час терористи обстріляли селище, поранено двох військових. Того дня українські військовики ліквідували танк терористичних угруповань біля 31-го блокпосту. 9 лютого прапорщик Гіщин під час наступу терористів на взводний опорний пункт поблизу Кримського взяв на себе організацію відбиття нападу. В запеклому бою влучним пострілом танкісти перетворили бойову машину піхоти незаконних збройних формувань разом з її екіпажем в залізну могилу. 9 лютого близько 20-ї години під час артилерійського обстрілу 34-го блокпосту поблизу села Світличне Нижнянської селищної ради загинув солдат 24-ї бригади Дмитро Руснак.
11 лютого при виконанні завдань поблизу Фрунзе Луганської області українські військові виявили місце зберігання набоїв терористів; за вказаними координатами артилеристи відкрили вогонь та цілком знищили склад.
У лютому 2015 року в районі колишнього 32-го блокпосту та села Хороше працювала група 8-го полку спецпризначення на чолі з майором Євгеном Сломінським.
11 березня при виконанні бойового завдання в Кримському загинув солдат 24-ї бригади Яременко Ярослав Дмитрович.
27 березня 2015 року проросійські бойовики вчергове обстріляли село з «Градів». 40 снарядів випустили по блокпосту сил антитерористичної операції і 20 снарядів по житлових кварталах.
6 квітня 2015-го загинув у селищі Борівське солдат 24-ї бригади Микола Мінько — підірвався на розтяжці, вибухнула граната «Ф-1»; тоді ж двоє бійців зазнали осколкових поранень й були госпіталізовані.
Вночі з 16 на 17 квітня 3 розвідувально-диверсійні групи «ЛНР» обстріляли із стрілецької та снайперської зброї бійців батальйону «Київ-2» та військовослужбовців 24-ї бригади. Під час бойового зіткнення знищено 2 автомобілі терористів, «Газель» з мінометом, 3 кулемети «Утьос», автомобіль «ГАЗ 66», котрий перевозив вибухівку, зафіксовані втрати живої сили серед бойовиків.
У квітні 2015 року неподалік Жолобка був обстріляний взводний опорний пункт, на якому тоді служили представники «афганської роти» 24 штурмового батальйону «Айдар» ракетами з термобаричною бойовою частиною 9М113Ф-1 «Корнет».
3 травня на закладеному фугасі біля Катеринівки при русі по ґрунтовій дорозі підірвалася БРДМ Збройних сил України, загинули два вояки 15-го мотопіхотного батальйону — Юрій Гіль та Аркадій Чухнов, троє зазнали поранень.
8 травня увечері при мінометному обстрілі 29-го блокпосту важкопоранений український військовослужбовець — солдат батальйону «Айдар» Олексій Сапожніков.
14 травня внаслідок обстрілів терористами позицій українських військ — з мінометів та автоматичної зброї — на 29-у блокпосту поранений один військовик.
19 травня близько полудня поруч із селом Катеринівка військовики помітили рух у лісопосадці в напрямі Стахановця біля самої лінії розмежування та вирушили на розвідку. Біля села знайшли покинуті позиції терористів. Повертаючись на мікроавтобусі з розвідки, загін потрапив у засідку. Терористи обстріляли з мінометів та гармат зі сторони Первомайська й Стаханова, полягли старший лейтенант Олег Булатов, солдати Денис Перепелиця, Вадим Савчак та Микола Щуренко, 2 вояків зазнали поранень. 6 військовиків 15-го батальйону вирушили в БРДМі на допомогу бійцям, які потрапили у засідку. Приблизно о 18:30, рухаючись по ґрунтовій дорозі, БРДМ підірвалась на фугасі. Солдат Руслан Заєць зазнав поранень, несумісних із життям. Тоді ж поліг Сергій Курилко, 3 вояки зазнали поранень. 22 травня загинув під час виїзду на бойове завдання поблизу села Борівське старший солдат батальйону «Айдар» Олексій Гащенко.
26 травня під Золотим смертельних поранень зазнав молодший сержант батальйону «Айдар» Євген Марчук.
8 червня загинув опівночі поблизу села Гречишкине Новоайдарського району у бойовому зіткненні розвідувальної групи з ДРГ терористів «ЛНР» старший солдат 130-го батальйону Андрій Брік — зазнав смертельного поранення. Бій, у ході якого застосовувалася стрілецька зброя, тривав 45 хвилин.
9 червня Новотошківку терористи обстріляли із одиночної системи «Град» (т. зв. установка «Партизан»), вогонь вівся з боку окупованого Кіровська, поранений один боєць.
10 червня терористи на «Бахмутці» відкрили вогонь з Жолобка та Донецького по 29-му блокпосту українських військових, один боєць загинув — солдат 24-ї бригади Вадим Сак, четверо поранені; того ж дня під Луганським загинув солдат 30-ї бригади Папіровник Леонід Іванович. 11 червня за не до кінця з'ясованих обставин під Луганським помер солдат 55-ї бригади Андрій Ярошенко.
12 червня терористи обстріляли Новотошківське, загинув військовослужбовець 1993 р. н., поранень зазнали троє вояків ЗСУ (1980, 1984, 1994 р. н.). Того ж дня опівдні під час артилерійського обстрілу терористами опорного пункту ЗСУ поблизу Луганського загинули двоє танкістів 30-ї бригади — Віктор Кеслер та Олексій Дуб, поранено навідника Романа Олейнікова (родом з Київської області). 14 червня внаслідок мінометного обстрілу, що вівся з окупованого терористами Жолобка, осколкових поранень зазнав один боєць.
17 червня загинув під час мінометного обстрілу терористами терикону Золоте-4 (шахта «Родіна») солдат батальйону «Айдар» Микола Ніколаєв, ще троє вояків зазнали поранень.
4 липня спрацював вибуховий пристрій, загинули троє військових ЗСУ (1964, 1974, 1975 р.н.), ще четверо поранені: сержант Дмитро Демковський загинув в часі проведення планового нарощування мінно-вибухових загороджень (підрив на міні) біля 29-го блокпосту на трасі «Бахмутка» поблизу села Донецький. При спробі евакуації важкопораненого солдата Романа Цапа під час повторного вибуху загинули молодший сержант Іван Смоляр, солдати Дмитро Ковшар, Артем Романов. 7 липня загинув під час мінометного обстрілу терористами поблизу Луганського, коли витягував з-під обстрілу пораненого побратима, солдат 30-ї бригади Олексій Кваша.
2 серпня загинув поблизу Луганського, рятуючи поранених під обстрілом терористів, сержант 30-ї бригади Сергій Пономаренко. Тоді ж загинув молодший сержант Ігор Правосудько, ще 13 вояків зазнали поранень. 9 серпня від смертельного кульового поранення під час обстрілу терористами блокпосту ЗСУ в селі Кримське загинув старшина 24-ї бригади Олександр Пашко. 14 серпня під Троїцьким загинув молодший сержант 30-ї бригади Віталій Широков — під артилерійським обстрілом терористами у нього стався серцевий напад. 15 серпня поблизу Попасної під час виконання бойового завдання загинув солдат 81-ї бригади Василь Масікевич. 19 серпня саперна група 15-го батальйону з 4 осіб наразилася на розтяжку під час виконання бойового поблизу села Оріхове Попаснянського району. Загинули Андрій Балишов та командир, лейтенант Андрій Каплуновський, ще одного вояка у важкому стані доправлено до лікарні Сєвєродонецька. 23 серпня під час огляду взводного опорного пункту поблизу селища Золоте Попаснянського району підірвався на «розтяжці» солдат 54-ї бригади Микола Янюк, цим врятував від загибелі двох побратимів в караулі — завжди йшов попереду. Вночі з 26 на 27 серпня відбувається черговий обстріл, поранений командир відділення, рота 24-ї механізованої бригади, загинув солдат Руслан Рудім.
20 вересня під Новотошківкою один військовик 92-ї бригади загинув (згодом уточнено — солдат 24-ї бригади Олег Поліщук), ще один поранений — внаслідок підриву на розтяжці, проводили розміновування території.
23 вересня один військовик загинув, двоє зазнали поранень в районі Бахмутської траси внаслідок підриву на міні.
12 жовтня поблизу 29-го блокпосту на трасі «Бахмутка» біля смт Новотошківське під час виконання бойового завдання солдат 24-ї бригади Олександр Шолудько підірвався на «розтяжці».
13 листопада біля 29-го блокпосту (Новотошківське) терористи робили спробу прорватися складом ДРГ — 9 осіб. Бійці 24-ї бригади дали їм відсіч, одного було вбито, двоє поранено.
На початку другої декади листопада 2015 р. поблизу с. Новозванівка Луганської області відбувся бій між підрозділами ЗСУ та розвідувальною групою бойовиків. Після бою на місці події українські військовики виявили тіло загиблого, а також документи вбитого Овсяннікова Олега Миколайовича на право безплатного проїзду як ветерана бойових дій, видані Головним управлінням Пенсійного фонду РФ Омутнинського району Кіровської області Російської Федерації.
У серпні відбувалися артилерійські і танкові обстріли Кримського.
23 вересня під Кримським під час перевірки польових доріг втрат зазнала група 8-го полку спецпризначення — загинув солдат Олександр Мандибура, двоє дістали травми.
21 листопада під час обстеження території північніше «Бахмутської траси» — поблизу села Кримське Новоайдарського району — внаслідок підриву на осколково-загороджувальній міні загинув на місці капітан Ігор Максименко. Смертельних поранень зазнав молодший сержант Віктор Крючков. 24 листопада загинув під час виконання бойового завдання поблизу села Кримське Новоайдарського району солдат 46-го батальйону «Донбас-Україна» Олексій Давиденко.

### 2016
1 січня під Кримським смертельного поранення зазнав солдат Київської окремої бригади НГУ Юрчишин Руслан Іванович. 7 лютого зазнав важких поранень внаслідок підриву на вибуховому пристрої з «розтяжкою» неподалік селища Трьохізбенка старший солдат 24-ї бригади Олександр Кшевіцький. 15 лютого трагічно загинув під Бахмутським солдат 59-ї бригади Шишолик Василь Серафимович.
1 березня військовослужбовці 80-ї бригади вирушили в район проведення навчальних стрільб — мали відбутися між селищами Мирна Долина та Тошківка Попаснянського району (Луганська область). Близько 11:40, рухаючись ґрунтовою дорогою уздовж лісосмуги в напрямі Тошківки, під час спроби розвернутися легкоброньований автофургон «Hummer» наїхав на протитанкову міну «ТМ-64». Внаслідок підриву загинув водій Артем Воронюк та двоє військових, які сиділи позаду — солдати Андрій Питак та Олександр Дуленко, ще двоє зазнали поранень. 9 березня під Новотошківським загинув солдат 24-ї бригади Хрієнко Денис Іванович. 11 березня загинув під час мінометного обстрілу між Новозванівкою та Калиновим (Попаснянський район) солдат батальйону «Київська Русь» Євген Орлов, ще троє вояків зазнали поранень. 14 березня помер під час несення служби поблизу смт Новоайдар старший сержант 310-го батальйону Іван Мельник.
13 липня під час виконання бойового завдання поблизу села Кримське (Новоайдарський район) підірвався на «розтяжці» та зазнав смертельних поранень молодший сержант 93-ї бригади Леонід Леонтюк. 18 липня увечері поблизу села Кримське (Новоайдарський район) під час патрулювання місцевості зі сторони нейтральної території група військовослужбовців 93-ї бригади була обстріляна силами терористів з гранатометів і кулеметів, після цього зав'язався бій, поранень зазнало 3 бійці. БМП-2, що виїхала на допомогу та для евакуації, підірвалася на замаскованій протитанковій міні. Володимир Цірик загинув при близькому вогневому контакті, тоді ж поліг солдат Роман Омельченко. Серед поранених — товариш та однокурсник Володимира, командир 7-ї роти Олександр Сак («Стафф»). 19 серпня при виконанні військового завдання біля села Оріхове-Донецьке загинув молодший сержант 93-ї бригади Володимир Шевчук.
Під Новозванівкою на Луганщині у бою 23 липня українські військові знищили двох військових РФ з 15-го батальйону територіальної оборони «СССР Брянка» та захопили арсенал зброї російського походження.
6 серпня під Кримським загинуло троє та поранено двоє вояків — внаслідок вибуху та обстрілів окупаційних сил. — молодші сержанти 93-ї бригади Дмитро Демуренко та Євген Садовничий. 30 серпня старший солдат 131-го батальйону Микола Жулинський загинув під час виконання бойового завдання від снайперського обстрілу поблизу села Довге (Слов'яносербський район).
2 жовтня біля Кримського загинув офіцер 93-ї бригади Мирослав Мисла.
1 грудня 2016-го українські сили в районі смт Новотошівське відбили спробу ДРГ проросійських сил перетнути лінію розмежування під прикриттям вогню із мінометів. Загинув 1 український вояк — молодший сержант 93-ї бригади Лисенко Олег Ігорович.

### 2017
15 лютого загинув під час бойового чергування від осколкових поранень голови в результаті мінометного обстрілу противником взводного опорного пункту поблизу села Кримське молодший сержант 93-ї бригади Фарісей Анатолій Олександрович. 17 лютого від осколкового поранення поблизу с. Кримське Щастинського району загинув доброволець батальйону ОУН Сірченко Андрій Володимирович.
Загинув 1 березня під час обстрілу околиць села Катеринівка Попаснянського району внаслідок прямого влучання ПТКР у машину старший солдат 24-ї бригади Пірус Володимир Миколайович, ще двоє бійців дістали поранення. 17 березня внаслідок підриву на саморобному вибуховому пристрої з «розтяжкою» поблизу села Кримське загинув солдат 93-ї бригади Кушнір Дмитро Анатолійович.
26 квітня 2017 року поблизу висоти 195.3 біля Бахмутської траси українські снайпери ліквідували російського найманця-снайпера, двобій тривав півтори доби. 29 квітня 2017 року в районі Бахмутської траси між смт Донецький і Фрунзе вантажівку з особовим складом 14-го батальйону «Прізрак» підбили бійці 93 ОМБр. Від вибуху було поранено й загинуло 8 чоловік, згодом з'явилися дані, що загинув і командир 1-ї роти Олексій Морозов із Тольятті Самарської області.

### Бої за висоти і Жолобок
На початку червня 2017 року з'явилися дані, що сили 93-ї механізованої бригади Збройних сил України змогли просунутися вглиб окупованої території на 1,5 км у «сірій зоні» біля Бахмутської траси — поблизу Кримського. Робота тривала кілька місяців, і про локальний успіх не повідомлялося поки українські сили не змогли закріпитися на нових позиціях.
3 червня о 6:00 розвідувальна група у складі 6 чоловік на чолі з підполковником Бойком вийшла з міста Золоте на завдання. Поблизу села Катеринівка та окупованого міста Первомайськ, група розвідників потрапила під вогонь противника. Це сталося поблизу залізничної станції Садовий, у лісопосадці біля Кабанячого поля. Близько 17:00 група повернулась в розташування 24-ї механізованої бригади в Золоте. За словами бійців, під час бою о 10:28 командир дістав численні кульові поранення, йому намагались надати першу медичну допомогу, але він помер. Евакуювати тіло не вдалось через обстріли. Пізніше, повернувшись на місце бою, його не знайшли.
7 червня відновилися бої на Бахмутці в районі селища Жолобок. Штурмові підрозділи 1-го і 2-го батальйонів 93-ї механізованої бригади змогли просунутися у напрямку утримуваного бойовиками Жолобка і 31-го блокпосту, зайнявши сірі зони і околиці висот 150.3 і 195.3, таким чином взявши трасу під вогневий контроль. На цій ділянці фронту їм протистояли сили колишньої бригади, а станом на червень 2017 — батальйону територіальної оборони «Прізрак». Супротивник підтягнув артилерію 4-ї мотострілецької бригади і вів обстріл українських військ з району селищ Донецький і Сентянівка (колишнє Фрунзе). Завдяки злагодженій роботі українських військ, мобільні резерви у вигляді танків і мотострілецьких підрозділів 4 ОМСБр проросійських сил не змогли зірвати дій 93-ї бригади Збройних сил України і вступили в бої вже коли українські сили закріпилися. Жодних спроб взяти ні Жолобок, ні 31-й блокпост українські сили не виявляли. В боях того дня загинув вояк 93-ї бригади Володимир Лайков та 14-ї окремої механізованої бригади Белоцький Тарас Миколайович, за українськими даними втрати у терористів склали до 15 пораненими та 11 убитими.
Згідно з проросійськими джерелами, бої почалися після зникнення 3 осіб з їхнього дозору. Вже 11 червня проросійські сили почали окопуватися біля Жолобка.

### Захоплення російського контрактника
24 червня в районі Бахмутської траси бійцями бригади було виявлено і знешкоджено диверсійно-розвідувальну групу під керівництвом капітана Збройних сил Російської Федерації Олександра Щерби. Командир групи Щерба та снайпер Олександр Суконін (18 років, Ровеньки) були ліквідовані у ближньому вогневому бою, ще четверо диверсантів затримані, один з них — громадянин РФ Віктор Агєєв, військовослужбовець за контрактом ЗС РФ. Ліквідований російський офіцер Щерба командував окремою розвідротою 4-ї мотострілецької бригади. Коли групу було взято у кільце, їм запропонували здатися. Але Щерба чинив збройний опір, при цьому професійно прикрився Суконіним. Бойовики стверджували, що групу зарізали ножами.
У перших числах липня 2017-го сили ЗСУ відбили атаку терористів, ліквідовано 18 одиниць живої сили, понад 20 поранених, знищено кілька одиниць бойової техніки.
27 липня 2017 внаслідок гранатометного обстрілу проросійськими силами смт Новотошківське, двоє українських бійців зазнали осколкових поранень, а у 10 бойовиків проросійських сил під час 15-хвилинного боєзіткнення — 1 убитий та 1 поранений.
18 серпня терористичні збройні формування обстрілюють український спостережний пункт неподалік Кримського, при вогневому протистоянні один боєць зазнав поранення. 19 серпня українські військові під Жолобком знешкодили близько 10 мін російського виробництва (МОН-50). При цьому терористи здійснили спробу перешкодити знешкодженню мін, ліквідовано 1 та 1 поранено силами ЗСУ, поранення зазнав 1 український вояк.
У серпні — вересні 2017 під Кримським обстрілів зазнавали опорні пункти ЗСУ.
3 жовтня на околицях Трьохізбенки терористи 4 рази відкривали вогонь з гранатомета і стрілецької зброї, в часі вогневого протистояння 1 боєць ЗСУ зазнав поранень.
4 листопада терористи неподалік Новоолександрівки обстрілюють з великокаліберного кулемета, поранений український вояк.

### Бій 23 листопада 2017 під Кримським
23 листопада 2017 року з'явилися повідомлення, що у бою під Кримським загинуло четверо українських військовиків, а потім повідомлялося вже про п'ятьох загиблих. Про операцію повідомляли українські військові, проросійські пропагандисти, а також ЗМІ та користувачі соцмереж. Згодом, за даними проросійської сторони, виявилося що один з бійців, якого вважали загиблим, потрапив до полону. Проросійська сторона продемонструвала відео з ним, це був боєць 58-ї бригади, що нерозбірливо назвав своє ім'я і бригаду — «Фурсов Роман Вікторович, 58-ма бригада». У бійця було декілька поранень спини й голови, зокрема частково відірване вухо. Бойовики знайшли його перебинтованим. У оприлюдненому бойовиками відео були показані троє загиблих військовослужбовців ЗСУ, також вони дзвонили мобільними телефонами на останні набрані загиблими бійцями номери.
- Згодом стало відомо, що бійці 16-го батальйону 58-ї бригади взяли участь у безпосередньому збройному контакті з проросійськими силами. Оприлюднені різними джерелами обставини боєзіткнення вказують на те, що воно сталося на території, яку контролюють сили 2-го окупаційного корпусу — з іншого боку Бахмутської траси, біля селища Сентянівка (колишнє Фрунзе).
- Наступного дня стали відомі імена загиблих: Денис Кривенко, Сергій Шевченко, Олександр Тюменцев (командир підрозділу) та Олександр Сухінін[113]. Загиблих у соцмережах називали «донбасівцями».

- Про запеклий бій у район Кримського повідомив пресцентр Штабу АТО 23 листопада:[113] «Протягом доби на Луганському напрямку найгарячіше було на підступах до Кримського. Там відбулося бойове зіткнення, яке тривало близько восьми годин. Українськими бійцями було знищено чотирьох окупантів, ще п'ятьох — поранено».
- Юрій Бірюков заявив, що наступ на позиції росіян був особистою ініціативою командира роти.[113]

28 листопада Військове телебачення України оприлюднило коментарі офіцерів 58-ї бригади, які розповіли про бій таке: «Близько восьмої години вечора спостерігач помітив рух групи з боку терористів в кількості 10-12 осіб. Вони рухалися до Бахмутської траси, аби її перетнути. Наші зрозуміли, що це спроба бойовиків обійти позиції 16-го батальйону та завдати удару з флангу. Для перехоплення вийшла мобільна група. Зав'язався бій. Наші застосували міномети. Противник почав відхід. Група з 16 омпб стала переслідувати бойовиків, але біля Бахмутської траси потрапила в засідку». Відповідно до заяви офіцера з 58 омпбр бригади, втрати особового складу — 4 загиблих, 3 поранених, 1 полонений. «Двоє вийшли, молодці хлопці, зорієнтувалися в ситуації. Вони діяли професійно, прийняли там локальний бій, замінували навколо себе підходи, замінували „Муху“ там. І це вдалося — вона підірвалася, коли їх там хотіли добити, вважаючи полоненими. Потім замінували повторно, і ще один був [бойовик] вбитий. Просиділи до ранку наступного дня, 24 листопада. Зорієнтувалися в ротації тієї групи, яку „сепари“ поставили, щоб добивали всіх, хто буде підходити для допомоги пораненим. Додумалися дочекатися ротації — і в той момент чкурнули до траси і вийшли на наш спостережний пункт. Вийшли пораненими», — розповів офіцер на ім'я Сергій. За його словами, противник мав втрати «і в близькому контакті», і коли наша батарея побила групу бойовиків, яка заходила у фланг. Інший представник підрозділу додав, що з боку ворога також були загиблі, які «лежали там до ранку».

### 2018
12 лютого 2018 року терористи били прицільно по спостережному посту, де перебували двоє вояків ЗСУ, один зазнав поранення і зміг самостійно повернутися, вояк 58-ї бригади Дмитро Сисков загинув.
9 червня у бою за утримання рубежу під Кримським поранено трьох вояків ЗСУ.
28 липня у бою терористи втратили під Кримським до 4 вбитими та 6 пораненими; українські втрати — 2 загиблих і 2 поранених. 23 серпня під час 5-годинного бою поблизу Кримського з терористами загинули 4 українських військових, ще 7 зазнали поранень. 10 жовтня один військовослужбовець ООС зазнав поранень на позиції в районі Бахмутської траси. 9 листопада поблизу селища Кримське полягли солдати 10-ї гірськоштурмової бригади Іван Воробей та Євген Летюк.

### 2022
11 січня 2022 року внаслідок обстрілу російськими військами під Новотошківським загинув український солдат Віктор Кучеренко.
У ході повномасштабного вторгнення РФ до України 2022 року, 25 квітня після нищівного авіанальоту селище Новотошківське захопили російські війська, воно зазнало тотальних руйнувань.
У травні 2022 тривали військові дії за контроль над смт Тошківка та Нижнє Гірської громади Сєвєродонецького району Луганської області. Про бої за населені пункти Воєводівка, Тошківка та Нижнє 10 травня 2022 повідомив керівник Луганської обласної військової адміністрації Сергій Гайдай. Українські підрозділи ППО збили один безпілотний літальний апарат типу «Орлан-10».
Російські військові та Збройні сили України вели бої в районі Тошківки 20 травня 2022.
23 травня 2022 Збройні сили України вибили російських військовиків із села Тошківка Луганської області. Російська армія виставила там 25 батальйонно-тактичних груп (БТГ), у кожній БТГ налічується близько 500 осіб, загалом — близько 12 тисяч.
12 червня 2022 росіяни намагалися прорватися біля Тошківки в рамках наступу на Сєвєродонецьк.
13 червня 2022 російські окупанти обстрілювали позиції Сил оборони у районах населених пунктів Лисичанськ, Сєвєродонецьк, Тошківка.
Станом на 21 червня 2022 року Тошківка окупована військами РФ.

## Матеріали
- Бої за Жолобок очима супротивника [Архівовано 22 липня 2017 у Wayback Machine.] // Цензор.нет, 22 липня 2017